# Myrmecium
Myrmecium is een geslacht van spinnen uit de familie loopspinnen (Corinnidae).

## Soorten
- Myrmecium bifasciatum Taczanowski, 1874
- Myrmecium bonaerense Holmberg, 1881
- Myrmecium camponotoides Mello-Leitão, 1932
- Myrmecium dacetoniforme Mello-Leitão, 1932
- Myrmecium fuscum Dahl, 1907
- Myrmecium latreillei (Lucas, 1856)
- Myrmecium monacanthum Simon, 1897
- Myrmecium reticulatum Dahl, 1907
- Myrmecium rufum Latreille, 1824
- Myrmecium trifasciatum Caporiacco, 1947
- Myrmecium viehmeyeri Dahl, 1907